# 쿠키
쿠키(cookie, 문화어: 꾸끼)는 과자의 일종이다.
쿠키는 만드는 방법에 따라 세 가지로 나뉜다. 드롭 쿠키(Drop Cookie)는 수분이 많아 짜서 만드는 쿠키를 뜻하고, 스냅 쿠키(Snap Cookie)는 수분이 적어 롤러기로 밀어 모양을 찍어 만든다. 아이스 박스 쿠키(Ice Box Cookie)는 생지를 모양대로 얼려서 잘라 굽는 쿠키이다. 쿠키를 만들 때 설탕만 넣는 것이 아니라 소금을 약간 넣어야 단맛과 조화를 이루어 맛있는 쿠키가 된다.

## 정의

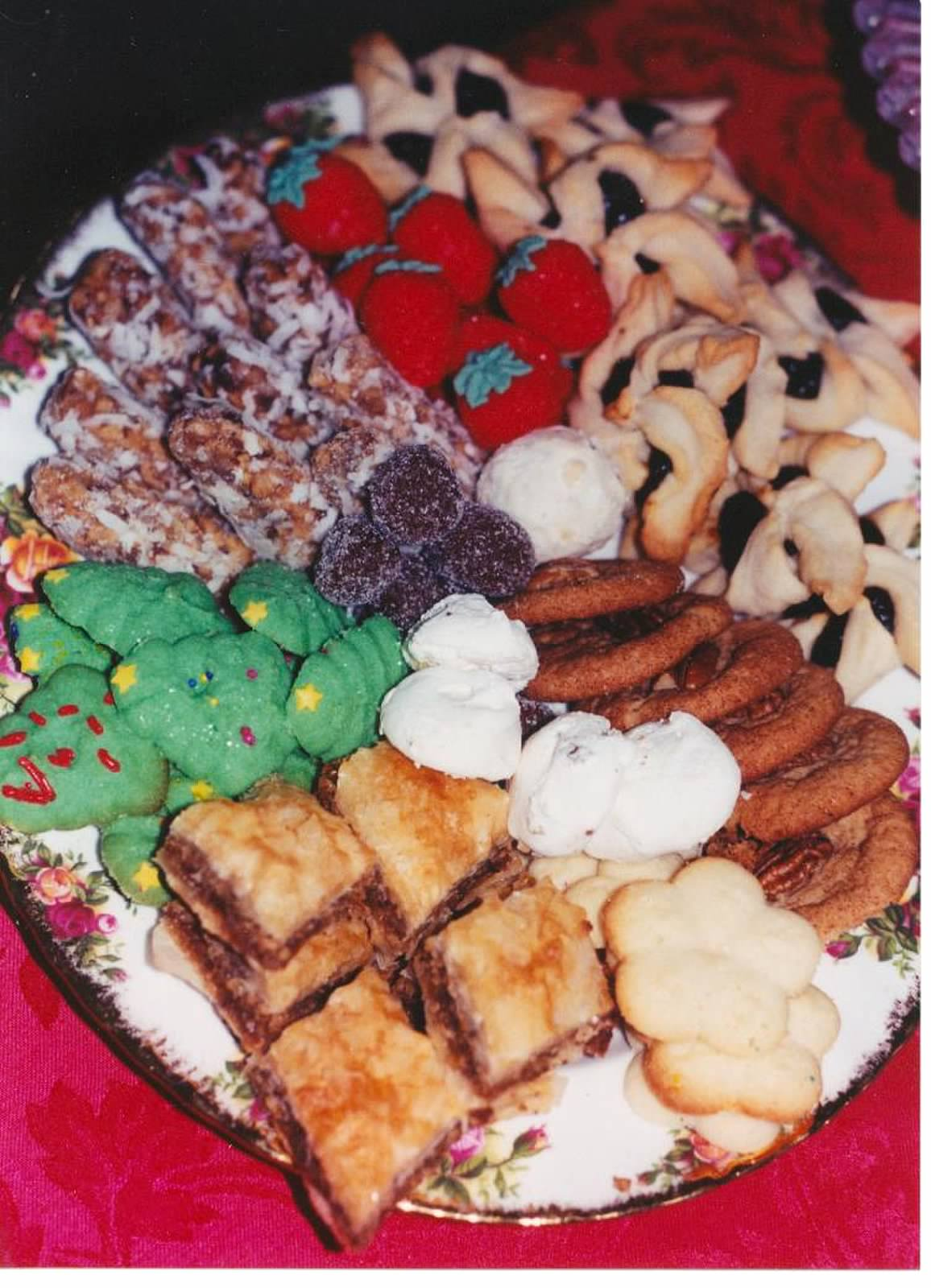
미국 전통 크리스마스 쿠키 트레이

북아메리카 이외의 많은 영어권 국가(영국 포함)에서 바삭바삭한 쿠키를 일컫는 가장 흔한 단어는 "비스킷(biscuit)"이다. "쿠키"라는 용어는 일반적으로 더 질긴 질감을 설명하는 데 사용된다. 그러나 많은 지역에서는 두 가지 용어를 모두 사용한다.
스코틀랜드에서는 "쿠키"라는 용어가 때때로 "플레인 번(plain bun, 생 빵)"을 묘사하는 데 사용된다.
개별 조각으로 굽는 것이 아니라 시트 팬 위에 단단한 층으로 구운 후 잘라낸 쿠키를 미국 영어로는 바 쿠키(bar cookie), 영국 영어로는 트레이베이크(Traybake)라고 한다.

## 어원
쿠키(cookie)라는 단어는 적어도 1701년 스코틀랜드어 용법으로 거슬러 올라가는데, 이때 쿠키는 얇게 구운 빵이 아닌 "플레인 번"을 의미하기 때문에 같은 단어인지 아닌지는 확실하지 않다. 1808년부터 "cookie"라는 단어는 미국 영어로 "...작고 납작하고 달콤한 케이크"라는 의미로 증명되었다. 미국식 용법은 중세 네덜란드어 "koke"에서 유래된 "koek"("케이크")의 축소형 "koekje"("작은 케이크")에서 파생되었다. 또 다른 주장은 미국 명칭이 네덜란드어 koekje 또는 더 정확하게는 작은 케이크(little cake)를 의미하는 비공식 방언적 변형 koekje에서 유래했으며 1600년대 초 네덜란드인이 뉴네덜란드에 정착하면서 미국 영어로 정착했다는 것이다.
스코틀랜드 국립 사전에 따르면, 스코틀랜드 명칭은 쿡(cook)이라는 단어의 축소형(+ 접미사 -ie)에서 유래한 것으로, 중세 스코틀랜드어로 cookie, cooky 또는 cu(c)kie가 있다. 중세 시대에는 북해를 건너 저지대와 스코틀랜드 사이에 많은 무역과 문화 접촉이 있었는데, 이는 컬링과 골프의 역사에서도 볼 수 있다.

## 역사

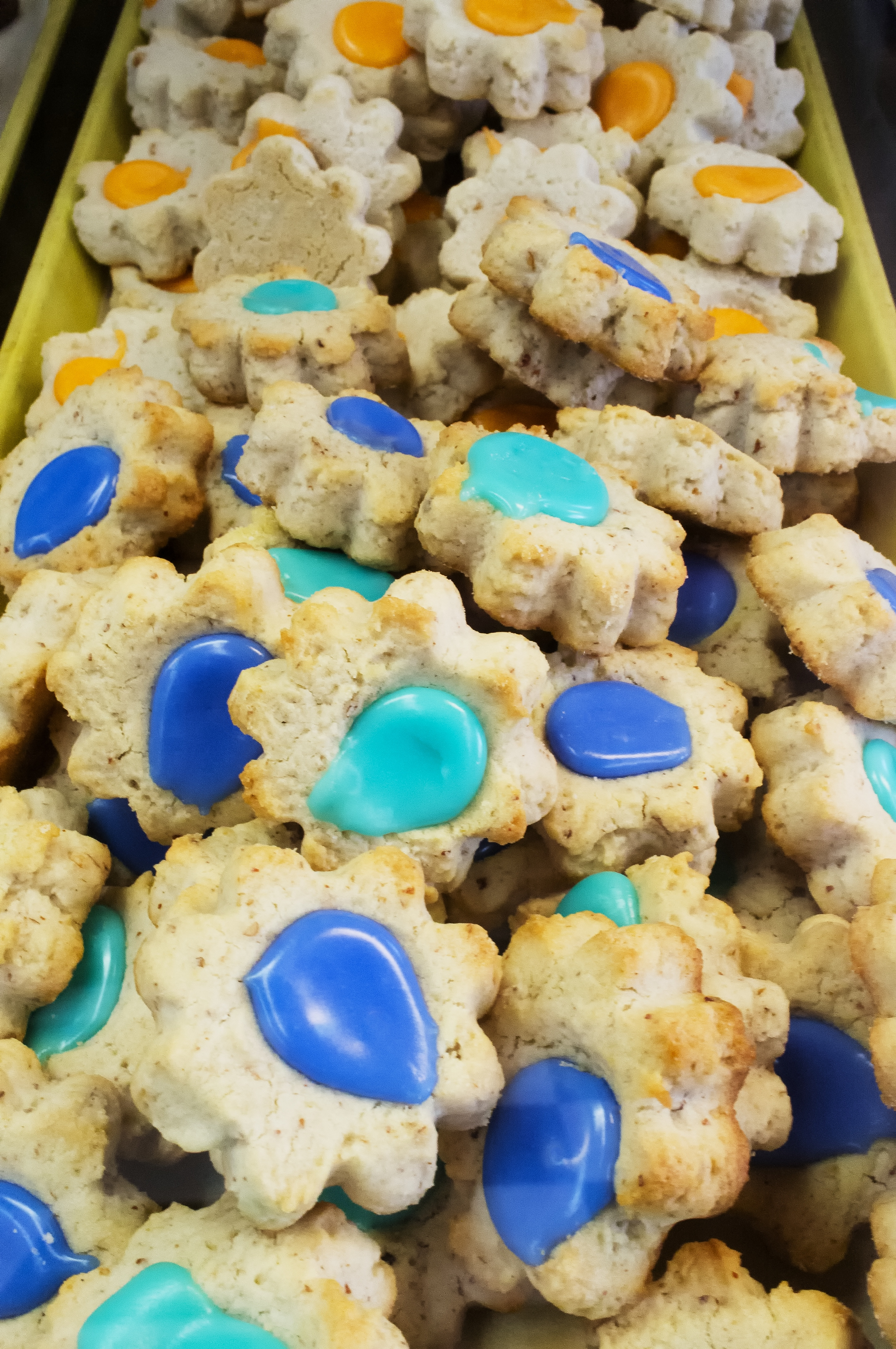
엄지 지문 쿠키(Thumbprint Cookies)

쿠키와 같은 단단한 웨이퍼는 베이킹이 문서화되는 한 오래 전부터 존재해 왔으며, 이는 부분적으로 여행에서 매우 잘 보존되기 때문이지만, 보통 이것들은 현대 표준에 따른 쿠키로 간주될 만큼 충분히 달지 않았다.
쿠키는 기원후 7세기 페르시아에서 기원한 것으로 보이며, 이 시점은 설탕의 사용이 상대적으로 일반화되기 시작한 직후이다. 이들은 무슬림의 스페인 정복을 통해 유럽으로 전파되었다. 14세기까지, 왕실 요리에서 노점상에 이르기까지 유럽 전역의 모든 사회 계층에서 흔히 볼 수 있었다. 16세기에 영국 엘리자베스 1세의 궁정에서 형상을 한 진저브레드맨의 첫 번째 문서화된 사례가 있었다. 그녀는 진저브레드 형상들을 그녀의 중요한 손님들 중 일부와 비슷하게 만들어 선물하도록 했다.
당시 세계 여행이 널리 보급되면서 쿠키는 역사 전반에 걸쳐 케이크와 마찬가지로 현대화되어 자연스러운 여행 동반자가 되었다. 특히 잘 퍼져나갔고 비슷한 이름으로 모든 대륙에 알려지게 된 가장 인기 있는 초기 쿠키 중 하나는 주로 견과류, 감미료 및 물로 만들어진 비교적 단단한 쿠키인 점블(Jumble)이었다.
쿠키는 1620년대 후반 뉴암스테르담의 네덜란드인을 통해 미국으로 들어왔다.  네덜란드어 "koekje"는 "cookie" 또는 cooky로 영어화되었다. 미국에서 쿠키에 대한 최초의 언급은 1703년 "뉴욕의 네덜란드인들이...1703년...장례식에서 800개의 쿠키를 제공..."이란 문헌이 있다.
버터와 설탕을 크림화하는 스타일을 지닌 가장 일반적인 현대식 쿠키는 18세기에 들어 흔해졌다. 영국의 산업 혁명과 함께 이 시기에 헌틀리 앤 파머스(1822년 설립), 맥비티(1830년 설립) 및 Carr's(1831년 설립)와 같은 회사가 모두 설립되어 쿠키(비스킷)는 대중을 위한 제품이 되었다. 1831년 Huntley & Palmers가 발명한 장식용 비스킷 통은 영국 쿠키가 전 세계로 수출되는 계기가 되었다. 1891년에 캐드베리는 초콜릿 코팅 쿠키에 대한 특허를 출원하였다.

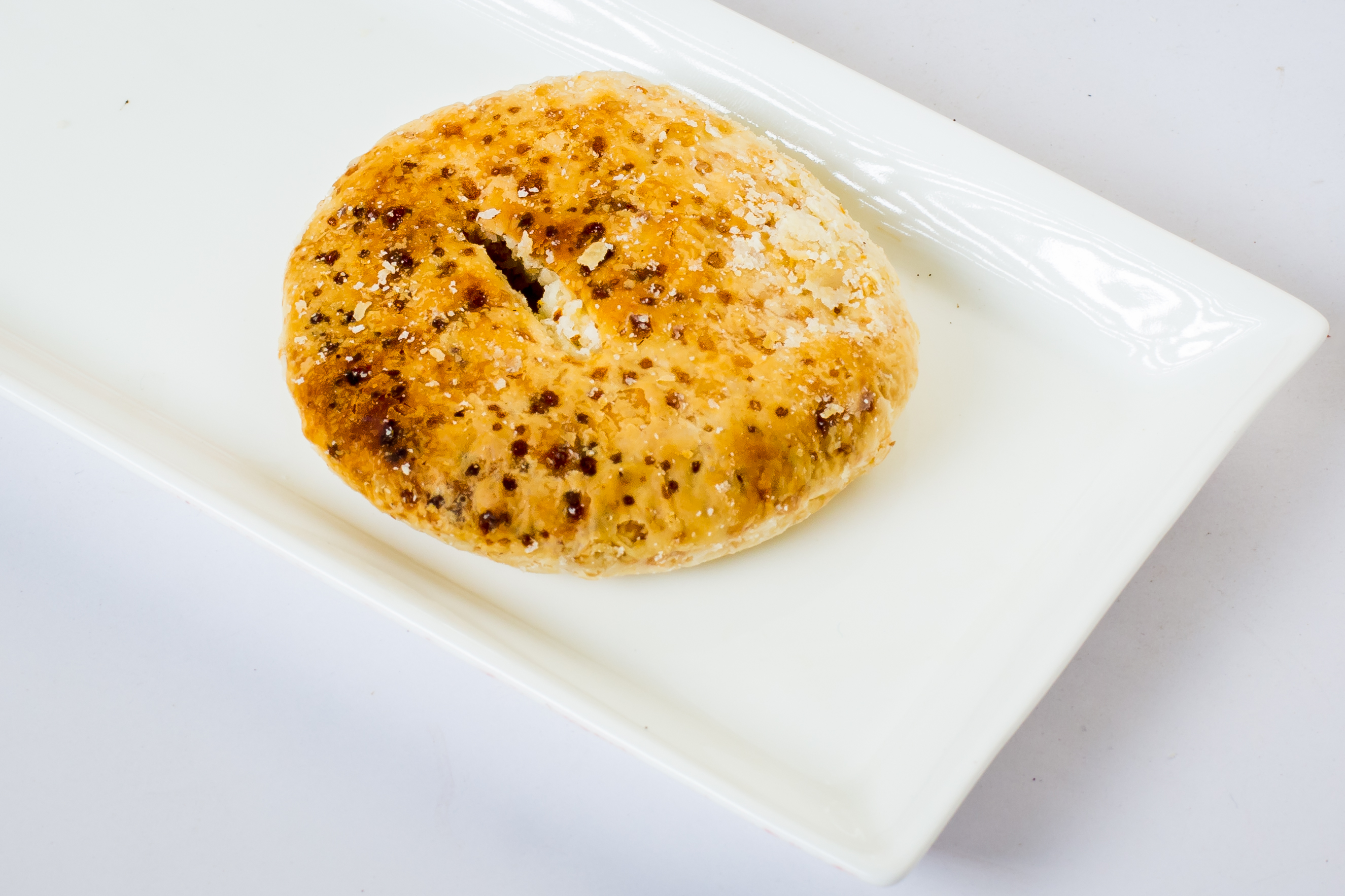
인도 아대륙의 무굴 요리의 일부인 바카르카니(Bakarkhani) 쿠키

## 종류

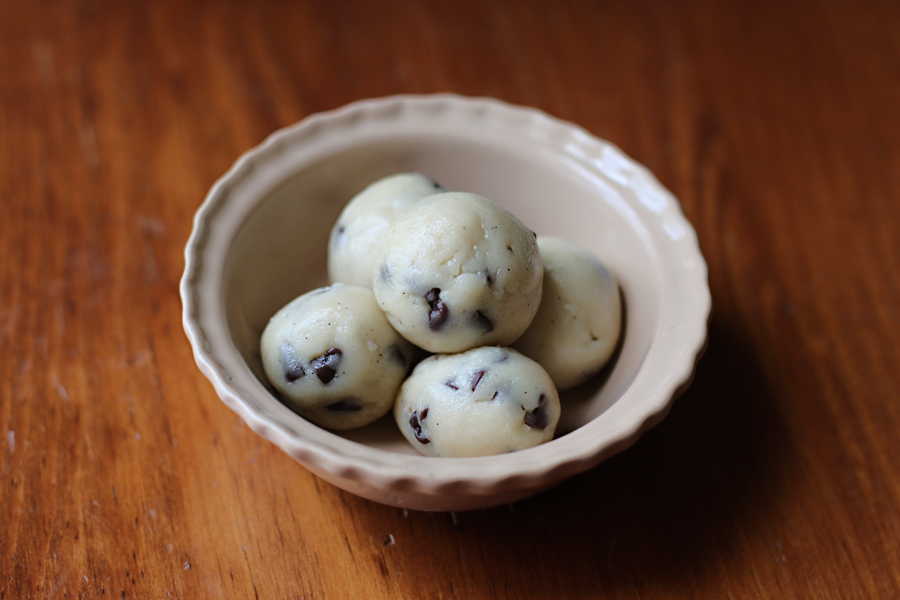
쿠키 반죽. 쿠키를 만들 때 사용한다.
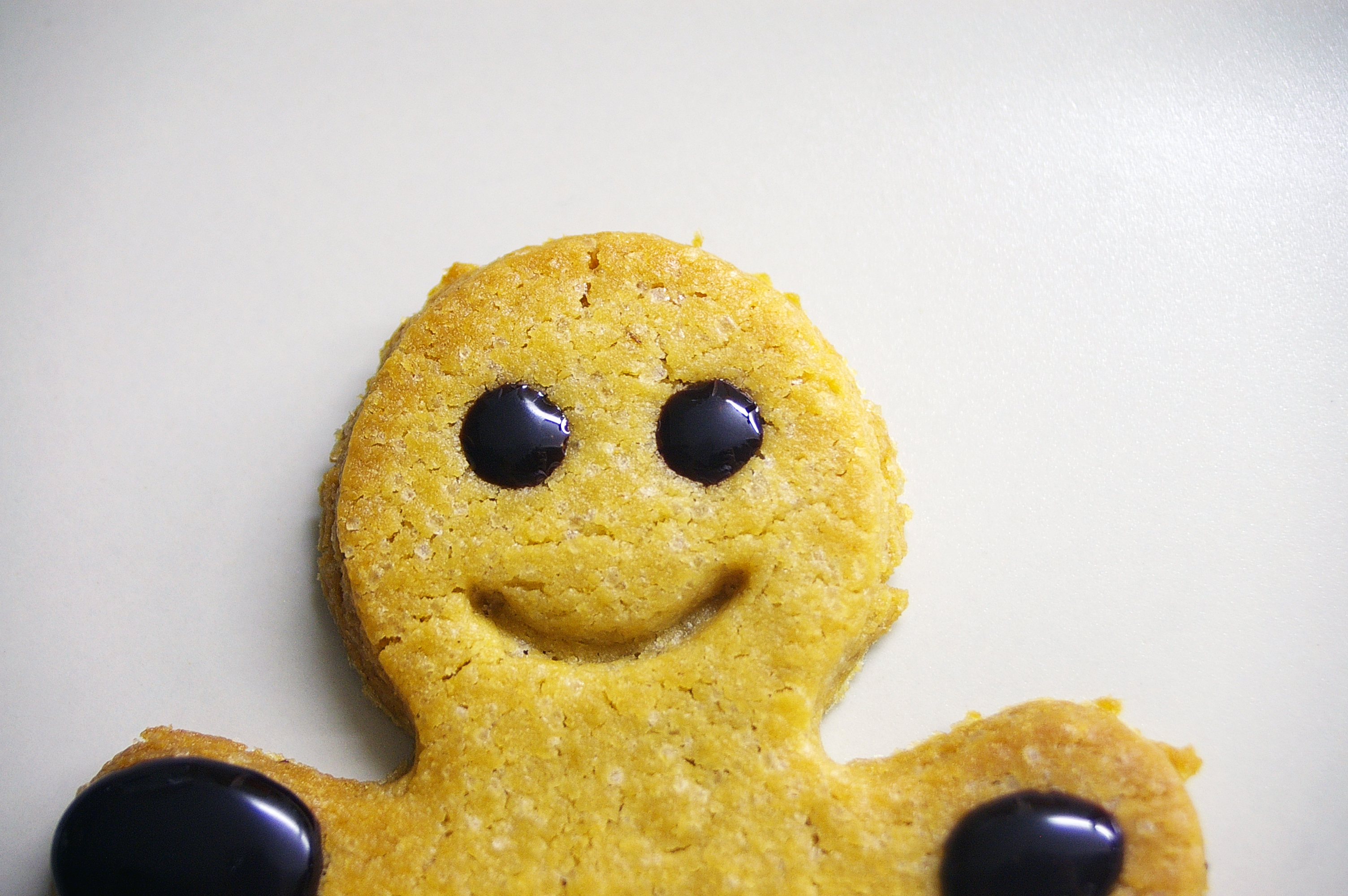
진저브레드 맨. 보통 장식용으로 쓴다. 주로 크리스마스 때 먹는다.
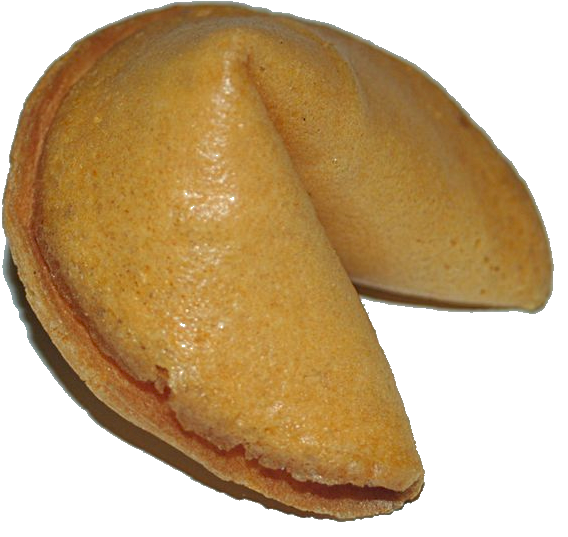
포춘 쿠키. 북미의 중국집에서 파는 과자로, 미래를 예측하는 작은 쪽지가 담겨 있다.
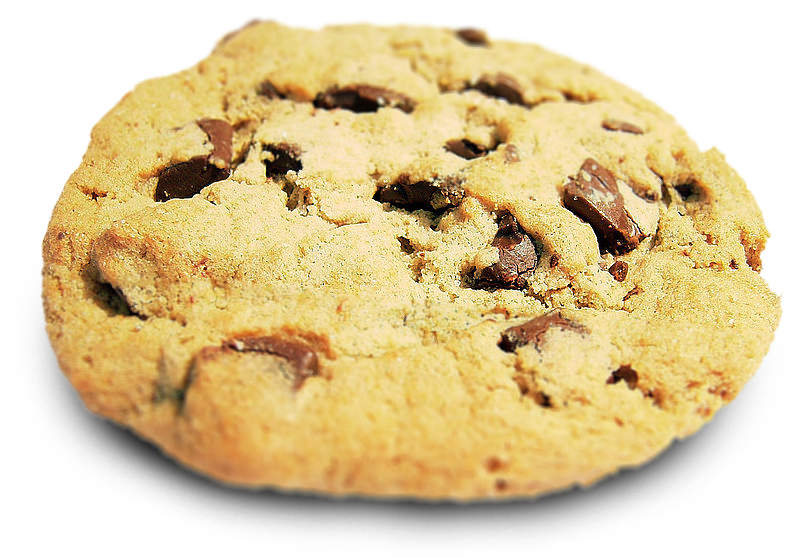
초코 칩 쿠키. 쿠키 위에 초코 칩이 얹어져 있다. 가장 간단하고 보편적인 쿠키이다.
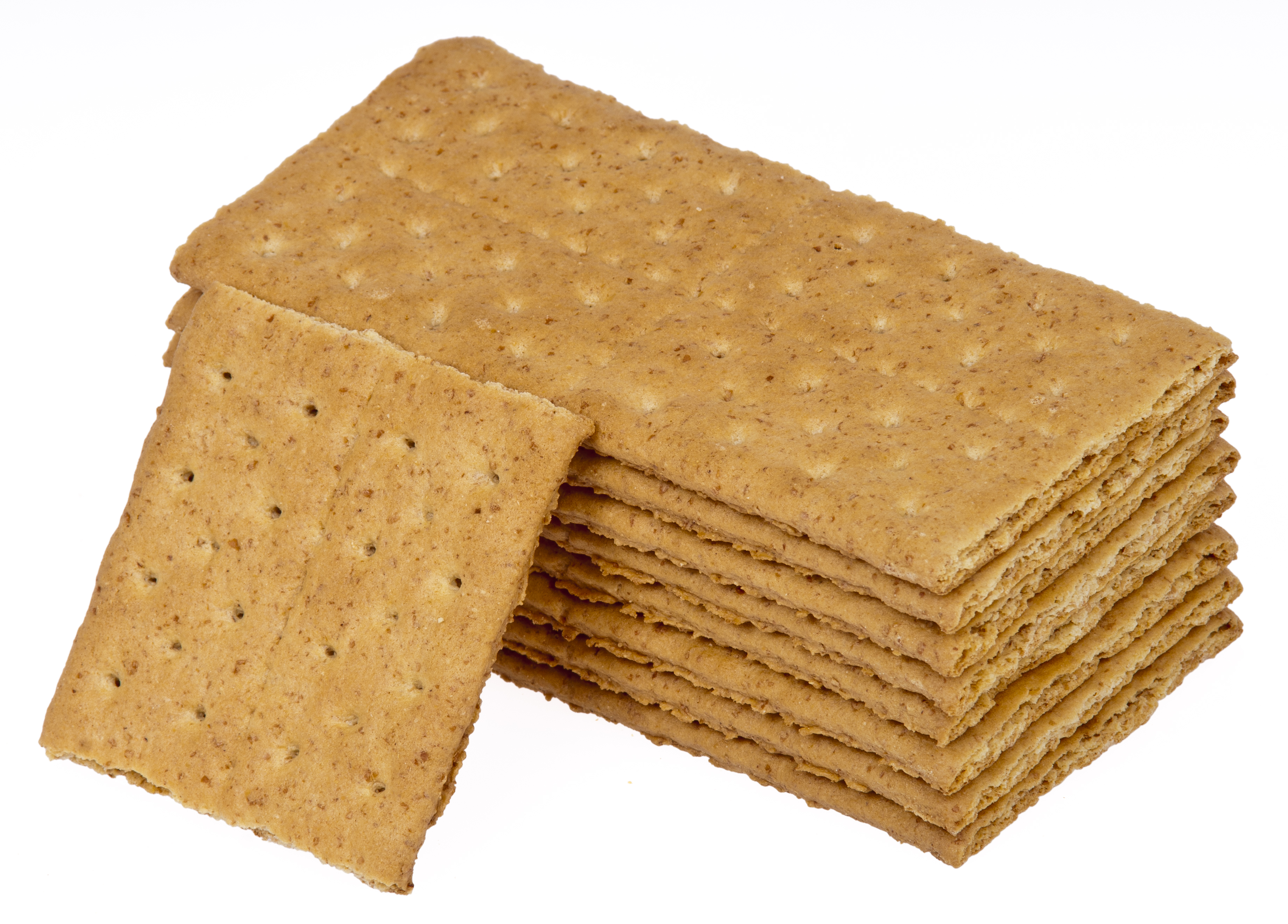
크래커. 쿠키 중에서 바삭한 식감과 얇은 비스킷이다. 주로 커피나 음료수를 마실 때 같이 먹는다.
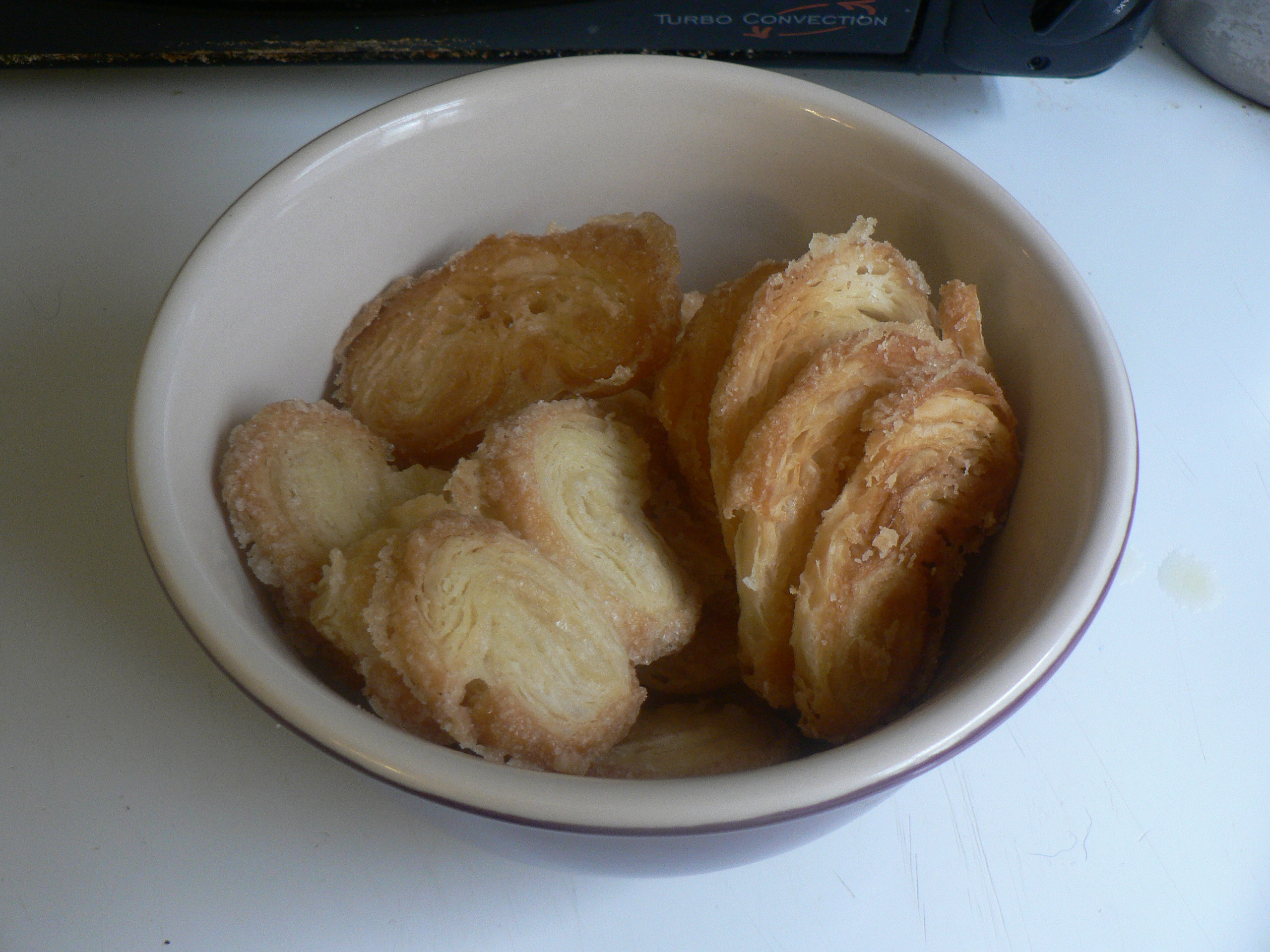
버터 쿠키. 버터를 넣어 만들었다.
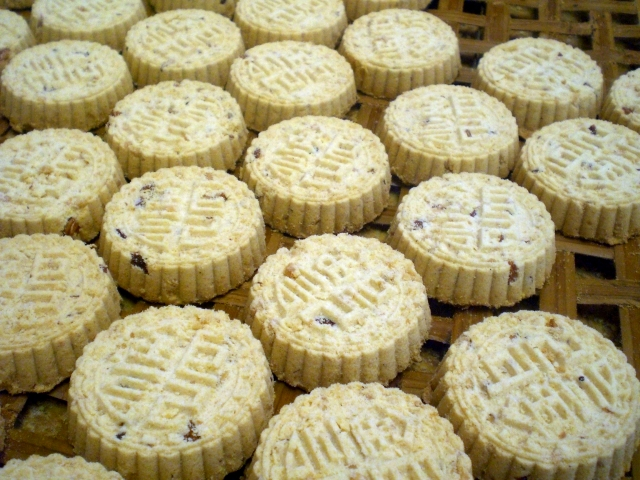
항얀벵. 아몬드 쿠키라고도 불린다.
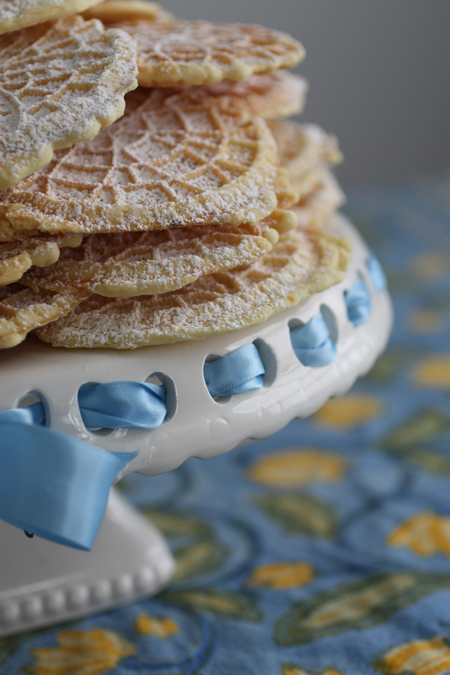
피첼레. 와플 쿠키이다.
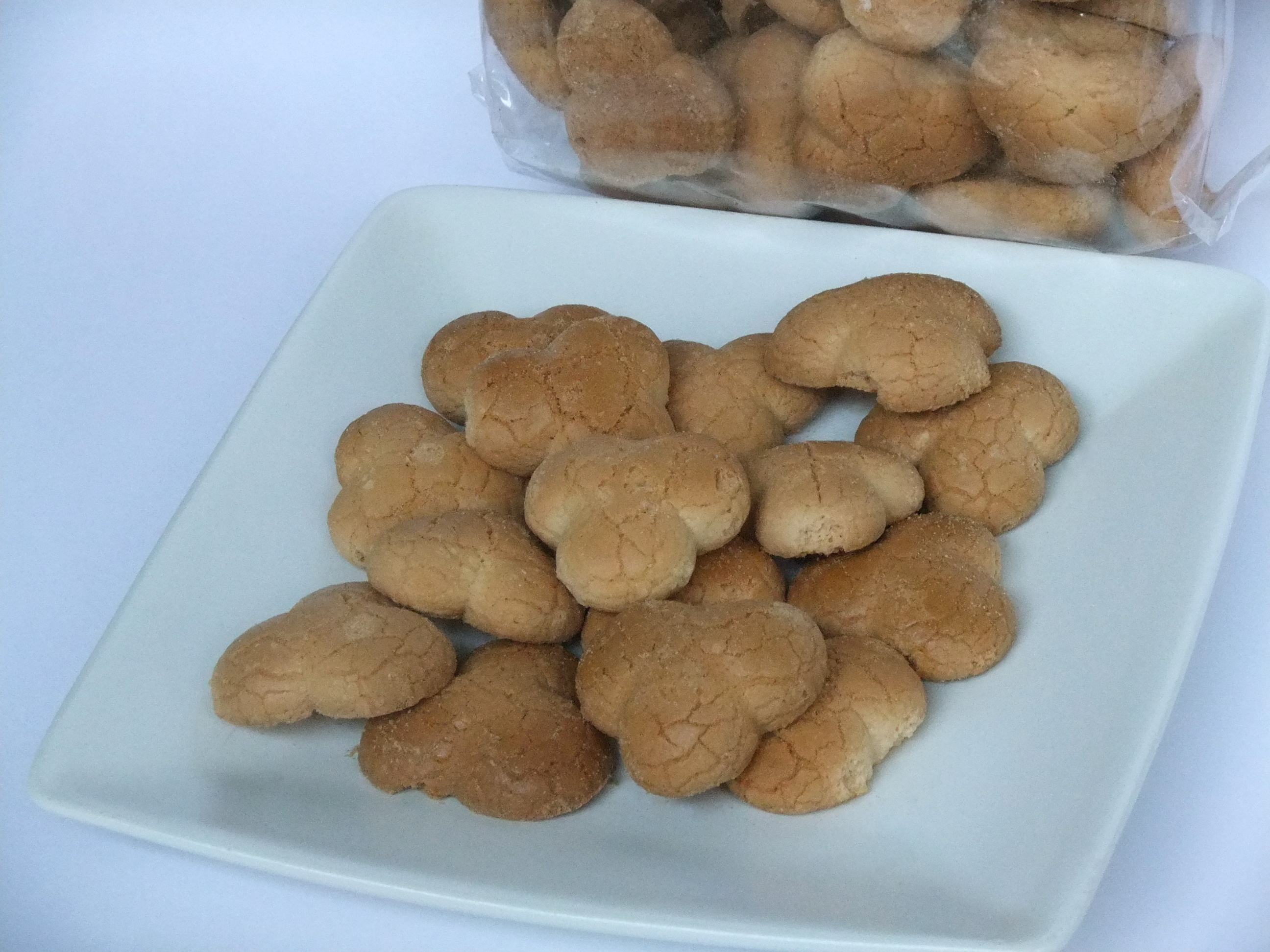
쿠에 방킷.
파티르.

## 쌀가루로 제조한 쌀 쿠키의 품질 특성
밀가루 대신, 쌀 함량 100%인 쌀 쿠키를 제조하여 밀도, 퍼짐성, 색도, 경도, 지방산 함량을 측정하였다. 밀도는 밀쿠키와 쌀 쿠키에서 유의적인 차이가 나타나지 않으나, 쌀 쿠키에서 반죽의 밀도가 높은 경향을 나타냈다. 퍼짐성의 결과는 밀쿠키보다 쌀 쿠키에서 퍼짐성이 낮아지는 경향을 보였다. 쌀 쿠키의 색도는 명도를 나타내는 L값은 밀쿠키보다 쌀 쿠키에서 명도가 높게 나타났으며 적색도를 나타내는 a값은 밀쿠키보다 쌀 쿠키에서 낮은 값을 나타냈다. 황색도를 나타내는 b값은 밀쿠키와 쌀 쿠키에 차이가 나타나지 않았으며, 쌀 쿠키에서 경도가 낮아지는 경향을 보였다. 쌀 쿠키의 지방산 함량은 포화지방산은 myristic acid, palmitic acid, stearic acid로 나타났다. 밀쿠키에 비해 쌀 쿠키에서 포화지방산함량이 낮아지는 경향을 보였다. 단일불포화지방산은 주로 oleic acid로 구성된것으로 확인되었다. 다가불포화지방산의 조성은 linoleic acid로 구성된 것으로 확인되었으며, 밀쿠키보다는 쌀 쿠키에서 높게 나타났다. 필수지방산인 linoleic acid, linolenic acid, arachidonic acid의 경우, 밀로 제조한 것보다는 쌀 가루로 만든 쿠키에서 함량이 높게 나타났다.

## 같이 보기
- 아몬드 쿠키
- 버터 쿠키
- 크래커
- 비스킷
- 초코 칩 쿠키
- 진저브레드맨
- 포춘 쿠키
- 드롭 쿠키